# Crețeni
Crețeni è un comune della Romania di 2 489 abitanti, ubicato nel distretto di Vâlcea, nella regione storica dell'Oltenia. 
Il comune è formato dall'unione di 4 villaggi: Crețeni, Mrenești, Izvoru, Streminoasa.